# Pasos de baile
Pasos de baile (originalmente en inglés The Dancer Upstairs), también conocida como Sendero de sangre, es una película de suspenso y crimen hispano-estadounidense producida y dirigida por John Malkovich (en su debut como director), y protagonizada por Javier Bardem, Juan Diego Botto y Laura Morante. La película es una adaptación del libro The Dancer Upstairs de Nicholas Shakespeare, quien también escribió el guion.

## Trama
El teniente Agustín Rejas (Javier Bardem), un policía de la capital de un país latinoamericano sin nombre, está asignado a investigar una serie de incidentes violentos. Algunos son menores, otros son más serios. Comenzaron en aldeas remotas en los últimos años, pero ahora comienzan a ocurrir en o cerca de la capital. Todos tienen dos cosas en común: se dirigen a personajes de la Política, y están asociados con una figura misteriosa llamada Presidente Ezequiel, que parece estar intentando socavar al gobierno corrupto e ineficaz del país a base de ataques terroristas y masacres de población vulnerable. 
Rejas está casado con una mujer atrevida y ensimismada, pero se siente cada vez más atraído por Yolanda (Laura Morante), bailarina y profesora de la clase de ballet de su hija adolescente. Los dos son alcanzados juntos en un par de ocasiones por los ataques de Ezequiel. Rejas pasa tiempo con Yolanda para aliviar el estrés de la investigación. La atracción es mutua.
Cuando los seguidores de Ezequiel asesinan a dos funcionarios gubernamentales importantes en la capital, se declara la ley marcial y los militares toman la iniciativa en la investigación. Rejas entiende que, a menos que pueda encontrar y detener a Ezequiel, el gobierno dependerá cada vez más de los militares para la seguridad cotidiana; los abusos que acompañan al gobierno militar proliferarán, y finalmente destruirán la sociedad civil. Su obstinado trabajo de detective descubre una pista crucial para hallar el paradero de Ezequiel, pero lo lleva por un camino que, incluso si tiene éxito, pondrá en peligro sus relaciones personales y profesionales.

## Elenco
- Javier Bardem como el detective Agustín Rejas.
- Juan Diego Botto como Sucre.
- Laura Morante como Yolanda (Maritza Garrido-Lecca).
- Elvira Mínguez como Llosa.
- Wolframio Sinué como Santiago.
- Abel Folk como presidente Ezequiel (Abimael Guzmán).
- Alexandra Lencastre como Sylvina Rejas.
- Oliver Cotton como Merino.
- Luís Miguel Cintra como Calderón.
- Natalia Dicenta como Marina.
- John Malkovich (sin acreditar) como Abimael Guzmán.

## Producción
La película se rodó en Oporto (Portugal), Ecuador y España. La versión teatral original incluía una escena rápida (aproximadamente 2–3 segundos) de un mapa de Lima. Esta escena ha sido eliminada del DVD. 
Un letrero de pie de calle dice: "Cuando escucho la palabra cultura, alcanzo mi pistola". Esta es una cita que generalmente se atribuye erróneamente al líder nazi Hermann Göring. 
La cinta de vídeo incautada está etiquetada como "Estado de sitio"; Este pasa a ser el título español de la película State of Siege de Costa Gavras. Resulta que hay una ejecución en la cinta. Más tarde, partes de la película de Gavras también se ven en la cinta. 
La broma de bromas sobre "los pubs en una lata de coca" es una referencia a las audiencias de confirmación del juez Clarence Thomas. 

### Base histórica
La historia está inspirada en el grupo terrorista en Perú conocido como Sendero Luminoso. Su líder, Abimael Guzmán, conocido por el presidente Gonzalo, fue capturado en un apartamento sobre un estudio de ballet en la capital, Lima, en 1992. La profesora de ballet Yolanda estaba basada en Maritza Garrido Lecca, la mujer en cuyo departamento fue encontrado Guzmán. El personaje de Bardem se inspiró en Benedicto Jiménez y el general Ketín Vidal, del GEIN, las principales figuras responsables de la captura de Guzmán.

## Premios y reconocimientos
- 2002 - Festival Internacional de Cine de Venecia
  - Premio Rota Soundtrack ganado por Alberto Iglesias
- 2002 - Festival Internacional de Cine de Chicago
  - Nominación para el Concurso de Nuevos Directores en John Malkovich

- 2004 - Chlotrudis Awards
  - Nominación para Mejor actor por Javier Bardem

- 2004 - Political Film Society
  - Nominación para el Premio PFS